# Wali d'al-Andalus
 (décembre 2023).
Si vous disposez d'ouvrages ou d'articles de référence ou si vous connaissez des sites web de qualité traitant du thème abordé ici, merci de compléter l'article en donnant les références utiles à sa vérifiabilité et en les liant à la section « Notes et références ».
De 714 à 755, al-Andalus n'est pas encore un pays identifié. Cette province en formation du califat omeyyade est gérée par des walis.
La majeure partie du Royaume wisigothique d'Hispanie a été conquise par les Omeyyades en 711-718. L'Hispanie (ou al-Andalus) était organisée en une seule province (wilayah) dont la capitale était Cordoue. Dans la structure administrative du califat omeyyade, al-Andalus était officiellement une province subordonnée au gouverneur omeyyade de Kairouan dans l'Ifriqiya, plutôt que directement dépendante du calife omeyyade à Damas. La plupart des gouverneurs (wali) d'al-Andalus de 711 à 756 étaient des représentants provinciaux nommés par le gouverneur de Kairouan, bien qu'un nombre important de gouverneurs andalous ont été choisis localement, avec ou sans le consentement de Kairouan.
Bien que souvent qualifiés de « gouverneurs omeyyades », aucun de ces gouverneurs dépendants n'était en réalité un membre de la famille omeyyade.[Interprétation personnelle ?] Ils ne doivent pas être confondus avec les émirs et califes d'al-Andalus, plus tard indépendants des Omeyyades après 756 et qui étaient effectivement des membres de la famille omeyyade.

## Liste des walis d'al-Andalus
- 698 - 716 : Musa Ibn Nosseyr, émir de l'Ifriqiya (province musulmane de l'Afrique du Nord).
- 711 - 714 : Tariq ibn Ziyad, son général.
- 714 - 716 : Abd al Aziz ibn Musa, wali, mort assassiné.
- 716 : Ayyub ibn Habib al-Lakhmi, cousin du précédent.
- 716 - 719 : Al-Hurr ibn Abd al-Rahman al-Thaqafi.
- 719 - 721 : Al-Sahm ben Malik al-Jawlani.
- 721 : Abd al-Rahman ibn Abd Allah al-Rhafiqi.
- 721 - 726 : Anbasa ibn Suhaym al-Kalbi, connu sous le nom francisé d' Ambiza.
- 726 : Udhra ibn Abd Allah al-Fihri, nommé temporairement à la suite de la mort au combat de son prédécesseur et remplacé un ou deux moi plus tard.
- 726 : Yahya ibn Salama al-Kalbi.
- 726 - 728 : Hudhayfa ibn al-Ahwas al-Qaysi (es).
- 728 - 729 : Uthman ibn Abi Nisa al-Khathami (es).
- 729 - 730 : Al-Haytham ibn Ubayd al-Kilabi.
- 730 : Muhammad ibn Abd Allah al-Ashjai (es).
- 730 - 732 : Abd al-Rahman ibn Abd Allah al-Rhafiqi.
- 732 - 734 : Abd al-Malik ibn Qatan al-Fihri.
- 734 - 741 : Uqba ibn al-Hayyach al-Saluli (es).
- 741 : Abd al-Malik ibn Qatan al-Fihri.
- 742 : Balch ibn Bishr al-Qushairi (es).
- 742 : Thalaba ibn Salama al-Amili (es).
- 742 - 745 : Abu al-Jattar al-Husam ibn Darar al-Kalbi (es).
- 745 - 746 : Tuwaba ibn Salama al-Yudami (es).
- 747 - 756 : Yusuf ibn 'Abd al-Rahman al-Fihri : 23e et dernier wali d'al-Andalu. Il règne indépendamment à la suite de l'effondrement du califat omeyyade en 750.